# Flughafen Luhansk

i7
i11
i13
Der Flughafen Luhansk (IATA-Code: VSG, ICAO-Code: UKCW) war der internationale Flughafen der ukrainischen Stadt Luhansk. Er befand sich etwa 20 km südlich des Stadtzentrums. Im Verlauf des Russisch-Ukrainischen Kriegs wurde der Flughafen bei Kampfhandlungen zerstört. Die Schließung des Flughafens erfolgte am 11. Juni 2014.

## Flugziele

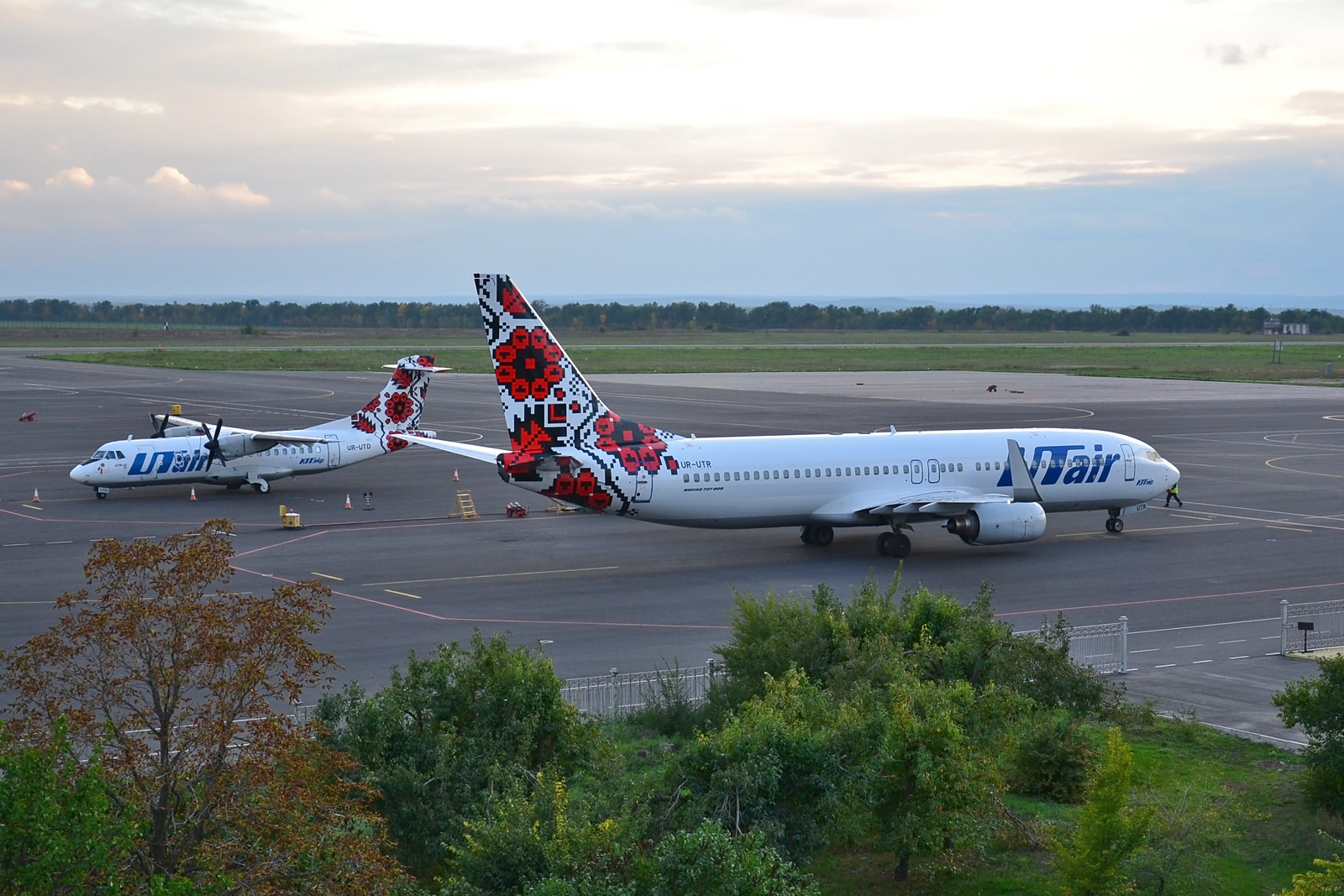
Eine Boeing 737-800 und ATR 72-500 der UTair Ukraine im Jahr 2013

Von Dezember 2009 bis zur Einstellung des Flugbetriebes wurde der Flughafen von der Fluggesellschaft UTair Ukraine als Basis genutzt.

## Zwischenfälle
- Am 31. März 1971 verunglückte eine Antonow An-10 der sowjetischen Aeroflot (Kennzeichen CCCP-11145) beim Landeanflug beim Landeanflug auf den Flughafen Luhansk. Wegen Strukturversagens (Verlust des rechten Außenflügels) stürzte die Maschine 13 Kilometer südwestlich des Zielflughafens ab. Alle 65 Insassen (acht Mann Besatzung und 57 Passagiere) kamen bei dem Unfall ums Leben.[2]

- Am 14. Juni 2014 wurde eine Iljuschin Il-76 MD (Kennzeichen 76777) der ukrainischen Luftstreitkräfte beim Landeanflug mit einer Flugabwehrrakete des Typs 9K38 Igla und Maschinengewehrfeuer von Rebellen abgeschossen. Alle 49 Insassen (neun Mann Besatzung und 40 Soldaten) starben bei dem Absturz.[3][4]